# Bandundu
Bandundu (in passato chiamata Banningville) è una città della Repubblica Democratica del Congo, situata della Provincia di Kwilu. Era il capoluogo della antica proviancia di Bandundu. Situata alla confluenza dei fiumi Kwilu e Kasai è un'importante città portuale con intensi traffici verso le città di Kikwit e Kinshasa.
Distante circa 400 km da Kinshasa, Bandundu è al centro di una zona agricola importante per gli approvvigionamenti alla capitale che rifornisce di olio di palma, manioca e anche pesce.